# Valea Mare (gmina w okręgu Covasna)
Valea Mare – gmina w Rumunii, w okręgu Covasna. Obejmuje tylko jedną miejscowość Valea Mare. W 2011 roku liczyła 1051 mieszkańców.